# Alma Mater Museum

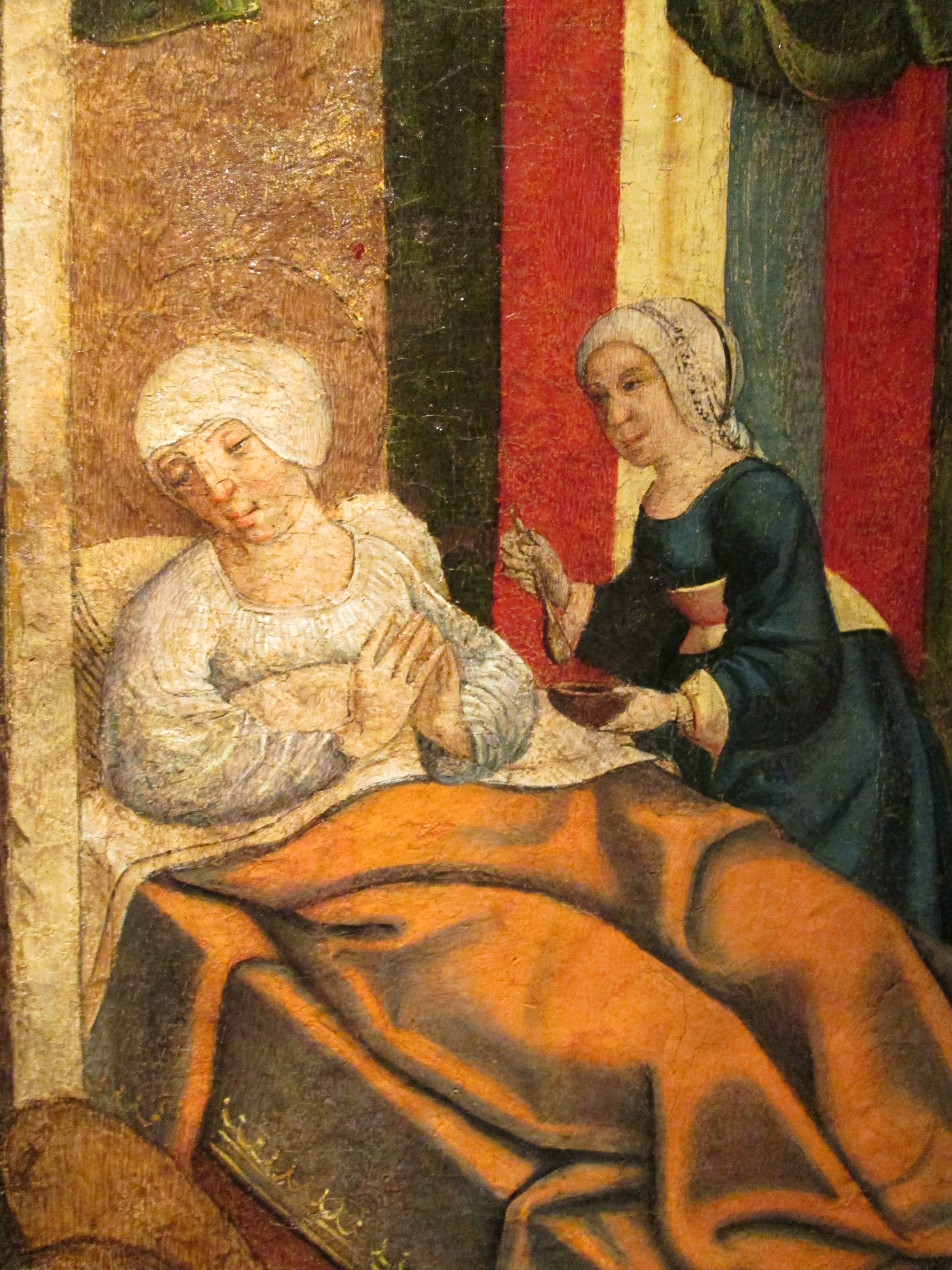
Élisabeth, mère de Jean le Baptiste, détail de La Naissance de saint Jean-Baptiste, attribué au maître de Villalcazar de Sirga, musée diocésain de Saragosse.

Le musée diocésain de Saragosse (en espagnol Museo Diocesano de Zaragoza, abrégé MUDIZ) est un musée de la ville de Saragosse, ouvert en 2011, situé dans le palais archiépiscopal de la ville, qui présente des objets d'art appartenant à l'archidiocèse.
Ses collections comprennent de nombreux panneaux de retable, tableaux et sculptures du XVe au XVIIIe siècle, et notamment des représentations de la Vierge du Pilier et de martyrs des premiers siècles du christianisme espagnol (Engrâce de Saragosse, Vincent de Saragosse, les martyrs de Saragosse...).
On peut y voir entre autres œuvres, l'Immaculée réalisée par Francisco Bayeu en 1758.
En 2016, il est renommé Alma Mater Museum. 